# Plants vs. Zombies: Garden Warfare 2
Plants vs. Zombies: Garden Warfare 2 je tretjeosebna strelska videoigra, ki jo je razvil PopCap Games in objavil Electronic Arts. Igra je bila 25. februarja 2016 izdana za Microsoft Windows, PlayStation 4 in Xbox One. Je nadaljevanje igre Plants vs. Zombies: Garden Warfare.